# ویزیتسا
ویزیتسا (به بلغاری: Vizitsa) یک منطقهٔ مسکونی در بلغارستان است که در استان بورگاس واقع شده‌است.